# Columbus Challenger
Columbus Challenger – męski turniej tenisowy rangi ATP Challenger Tour. Rozgrywany na kortach twardych w hali w amerykańskim Columbus od 2015 roku.

## Mecze finałowe

### Gra pojedyncza
| Rok    | Mistrz             | Finalista         | Wynik             |
| 2022IX | Jordan Thompson    | Emilio Gómez      | 7:6(6), 6:2       |
| 2022I  | Yoshihito Nishioka | Dominic Stricker  | 6:2, 6:4          |
| 2021   | Stefan Kozlov      | Max Purcell       | 4:6, 6:2, 6:4     |
| 2020   | Jeffrey John Wolf  | Denis Istomin     | 6:4, 6:2          |
| 2019IX | Peter Polansky     | Jeffrey John Wolf | 6:3, 7:6(4)       |
| 2019VI | Mikael Torpegaard  | Nam Ji-sung       | 6:1, 7:5          |
| 2019I  | Jeffrey John Wolf  | Mikael Torpegaard | 6:7(4), 6:3, 6:4  |
| 2018   | Michael Mmoh       | Jordan Thompson   | 6:3, 7:6(4)       |
| 2017   | Ante Pavić         | Alexander Ward    | 6:7(11), 6:4, 6:3 |
| 2016XI | Stefan Kozlov      | Tennys Sandgren   | 6:1, 2:6, 6:2     |
| 2016IX | Mikael Torpegaard  | Benjamin Becker   | 6:4, 1:6, 6:2     |
| 2015   | Dennis Novikov     | Ryan Harrison     | 6:4, 3:6, 6:3     |

### Gra podwójna
| Rok    | Mistrzowie                        | Finaliści                         | Wynik                |
| 2022IX | Julian Cash Henry Patten          | Charles Broom Constantin Frantzen | 6:2, 7:5             |
| 2022I  | Tennys Sandgren Mikael Torpegaard | Luca Margaroli Yasutaka Uchiyama  | 5:7, 6:4, 10–5       |
| 2021   | Stefan Kozlov Peter Polansky      | Andrew Lutschaunig James Trotter  | 7:5, 7:6(5)          |
| 2020   | Treat Huey Nathaniel Lammons      | Lloyd Glasspool Alex Lawson       | 7:6(3), 7:6(4)       |
| 2019IX | Martin Redlicki Jackson Withrow   | Nathan Pasha Max Schnur           | 6:4, 7:6(4)          |
| 2019VI | Roberto Maytín Jackson Withrow    | Hans Hach Verdugo Donald Young    | 6:7(4), 7:6(2), 10–5 |
| 2019I  | Maxime Cressy Bernardo Saraiva    | Robert Galloway Nathaniel Lammons | 7:5, 7:6(3)          |
| 2018   | Tommy Paul Peter Polansky         | Gonzalo Escobar Roberto Quiroz    | 6:3, 6:3             |
| 2017   | Dominik Koepfer Denis Kudla       | Luke Bambridge David O’Hare       | 7:6(6), 7:6(3)       |
| 2016XI | David O’Hare Joe Salisbury        | Luke Bambridge Cameron Norrie     | 6:3, 6:4             |
| 2016IX | Miķelis Lībietis Dennis Novikov   | Philip Bester Peter Polansky      | 7:5, 7:6(4)          |
| 2015   | Chase Buchanan Blaž Rola          | Mitchell Krueger Eric Quigley     | 6:4, 4:6, 19–17      |